# 塔拉縣

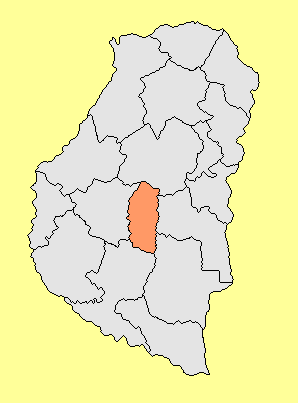

32°18′12″S 59°8′29″W / 32.30333°S 59.14139°W
塔拉縣（西班牙語：Departamento Tala），是阿根廷的縣份，位於該國東北部恩特雷里奧斯省，首府設於羅薩里奧德爾塔拉，面積2,663平方公里，2010年人口25,665，人口密度每平方公里9.64人。